# 1049
| 1049               |
| ------------------ |
| Dødsfald - Fødsler |
|                    |

| Gregoriansk kalender | 1049 MXLIX              |
| Ab urbe condita      | 1802                    |
| Armensk kalender     | 498 ԹՎ ՆՂԸ              |
| Kinesiske kalender   | 3745 – 3746 戊子 – 己丑 |
| Etiopisk kalender    | 1041 – 1042             |
| Jødisk kalender      | 4809 – 4810             |
| Hindukalendere       |                         |
| - Vikram Samvat      | 1104 – 1105             |
| - Shaka Samvat       | 971 – 972               |
| - Kali Yuga          | 4150 – 4151             |
| Iransk kalender      | 427 – 428               |
| Islamisk kalender    | 440 – 441               |

Konge i Danmark: Svend 2. Estridsen 1047-1074
Se også 1049 (tal)

## Begivenheder
- 12. februar – Bruno d'Eguisheim-Dagsbourg bliver pave under navnet Leo IX.
- Paven tvinger, med trussel om bandlysning, Svend Estridsen til at lade sig skille fra Gunhild Anundsdatter, da de er fætter og kusine.